# 斯坦尼斯拉夫河
斯坦尼斯拉夫河（烏克蘭語：Станіслав），是烏克蘭的河流，位於該國西部外喀爾巴阡州，屬於黑季薩河的右支流，流經拉希夫區，河道全長11公里，流域面積33.1平方公里。